# Niederhub (Buchbach)
Niederhub ist ein Gemeindeteil der Gemeinde Buchbach im oberbayerischen Landkreis Mühldorf am Inn.

## Lage
Der Weiler Niederhub liegt am Heimpoldinger Graben, 4,25 Kilometer südöstlich des Marktplatzes von Buchbach auf der Gemarkung Ranoldsberg.

## Bevölkerungsentwicklung
Um 1871 gab es in Niederhub vier Einwohner. In den Nachkriegszeiten des Ersten und Zweiten Weltkriegs verdoppelte sich die Bevölkerungszahl vorübergehend auf 8 bis 9 Einwohner. Im Mai 1987 lebten dort wieder vier Einwohner in einem Wohngebäude.
| Jahr      | 1871 | 1925 | 1950 | 1970 | 1987 |
| Einwohner | 4    | 8    | 9    | 5    | 4    |